# Zaupanje (stranka)
Stranka ZAUPANJE (kratica SZ, skrajšano ZAUPANJE) je slovenska politična stranka, ki jo je ustanavil nekdanji predsednik DeSUS in dolgoletni politik Karl Erjavec. Ustanovni kongres stranke je potekal 27. novembra 2024, Erjavec je bil na njem izvoljen za predsednika, njihov slogan je Za varno prihodnost.
Med vidnejšimi člani nove stranke so nekdanji gospodarski minister Metod Dragonja, nekdanji notranji minister Dragutin Mate, nekdanja pravosodna ministrica Lilijana Kozlovič, nekdanji veleposlanik pri OZN Andrej Logar, nekdanji veleposlanik Milan Jazbec, nekdanja okoljska ministrica Irena Majcen ter nekdanji predsednik KPK Boris Štefanec. Pri pisanju programa sta po Erjavčevih besedah sodelovala tudi ekonomist Jože P. Damijan in prvi guverner Banke Slovenije France Arhar.

## Zgodovina
Nov politični projekt je Erjavec prvič javno omenil julija 2024, ko je napovedal ustanovitev Zbora za prihodnost, iz katerega bi kasneje nastala sredinska politična stranka nekdanjih politikov. Konec septembra 2024 je razkril štiri stebre, na katerih bo nova stranka delovala: upokojenci, zdravstvo in šolstvo; varnost in migracije; gospodarstvo in kmetijstvo; podnebna politika.